# Shetland américain
Le shetland américain est une race de poney américain, dérivé du poney shetland écossais. Sa morphologie est très éloignée de son ancêtre insulaire car les américains ont réalisé plusieurs croisements, dans un premier temps avec le welsh et le hackney, puis dans un second avec le Pur-sang anglais et le cheval arabe, dans le but de l'alléger. Il a gardé la force et l'endurance du shetland tout en prenant l'élégance et le raffinement du hackney. L’American Shetland Pony Club tient le registre généalogique de la race. C'est un très bon poney d'attelage et aussi une monture particulièrement adaptée aux enfants.

## Histoire
Les premiers poneys shetland sont importés aux États-Unis en 1885 par Eli Elliot, soit 75 poneys. Les premiers sujets ne sont pas enregistrés sous le nom de la race, ce qui ne les empêchent pas de prospérer,. En 1888, une association voit le jour sous le nom de American Shetland Pony Club (ASPC),. Dans les années 1970, l’intérêt du shetland comme monture pour enfant tend à se perdre aux États-Unis, et les éleveurs orientent leur production vers l’attelage et le show. Pour y parvenir, les éleveurs cherchent à modifier le poney shetland originel afin d’obtenir un poney avec de la taille, des membres plus longs et une encolure plus fine. Ils croisent ainsi dans un premier temps le shetland avec des poneys welsh et hackney,, puis dans un second avec des Pur-sang anglais et des chevaux arabes,. Les croisements ont été réalisés au fil du temps dans une plus ou moins grande proportion pour aboutir à deux types bien distincts : le Modern American Shetland  et le Classic Shetland.

## Description

### Morphologie

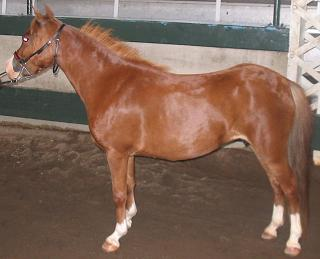
Jument Classic Shetland au modèle.

Le shetland américain possède une morphologie de petit cheval. Sa taille maximale est de 112 cm (46 pouces) au garrot, soit cinq centimètres de plus que les standards du shetland originel dont la taille doit être inférieure à 107 cm (soit 42 pouces) au garrot. Deux types de poneys shetland américains sont à distinguer : le Modern American Shetland est fin et élancé alors que le Classic Shetland est plus rond, bien que très éloigné du shetland originel.
Sa tête est allongée avec un chanfrein droit, des oreilles longues et des yeux semblables à ceux du cheval,. Son expression est assez raffinée avec un port altier. L'encolure est courte. Le corps est long et étroit. La queue est portée haut. Les reins sont puissants et larges. Ses membres sont longs et fins mais forts,. Les canons sont également longs. Le pied est solide et formé comme sur le shetland originel. La crinière et la queue sont longues et épaisses avec un crin solide et épais,.

### Robes
Toutes les robes sont acceptées, mais les robes unies sont les plus courantes ainsi que l'isabelle et le rouan,.

### Tempérament et entretien
C'est un poney doté d'un bon tempérament, ce qui le rend idéal pour les enfants. Il est intelligent et facile à vivre. Il est réputé résistant et facile d'entretien.

## Registres
Le shetland américain est éligible à quatre registres différents, chacun doté de ses propres critères et de ses propres compétitions : le Modern American Shetland Pony, le Classic American Shetland Pony, l’American Show Pony et le National Show Pony.
Le Modern American Shetland Pony est un poney élégant dans ses mouvements avec une longue encolure et des membres fins. Ses allures sont très marquées.
Le Classic American Shetland Pony est un poney vigoureux et assez compact bien que très éloigné du shetland originel.
L’American Show Pony est un stud-book destiné aux concours de show. Les poneys enregistrés auprès de l’American Shetland Pony Club ou de l’American Hackney Horse Society peuvent y être inscrits.
Le National Show Pony est un nouveau registre qui requiert que l'un des deux parents soit un shetland américain de pure race ou un cheval miniature américain;

## Utilisations

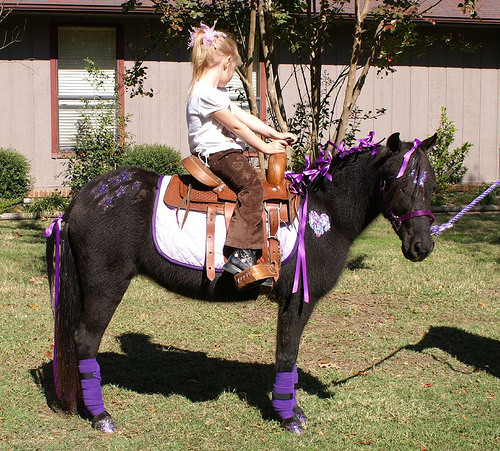
Shetland américain monté par une enfant.

C'est un très bon poney d'attelage. Il peut être attelé à un roadster à deux roues, à des buggies ou à un sulky léger,. C'est également un bon poney d'instruction. Monté en équitation classique ou en équitation western, il est monté en concours dans les catégories d'épreuve qui lui sont destinées. Il montre également de bonnes qualités de saut dans la catégorie hunter.

## Diffusion de l'élevage
L’American Shetland Pony Club tient le registre généalogique de la race. Celui-ci est divisé en deux sections : la section A comprend uniquement les sujets de race pure et la section B les produits issus d'un parent shetland et d'une autre race comme le Hackney ou le Welsh. L'association tient également le registre du cheval miniature américain,. En 1990, la FAO relève un nombre de chevaux d'environ 700 dans le stud-book.